# Resinomycena rhododendri
Resinomycena rhododendri är en svampart som först beskrevs av Peck, och fick sitt nu gällande namn av Redhead & Singer 1981. Resinomycena rhododendri ingår i släktet Resinomycena och familjen Mycenaceae.   Inga underarter finns listade i Catalogue of Life.